# Ophyx
Ophyx es un género de polillas de la familia Erebidae. Fue descrito por primera vez por Achille Guenée en 1852. Se encuentran en Australia.

## Especies
- Ophyx bethunei Holloway, 1984
- Ophyx bilinea Holloway, 1984
- Ophyx chionopasta (Hampson, 1926)
- Ophyx crinipes (Felder & Rogenhofer 1874) (Indonesia, Papúa Nueva Guinea)
- Ophyx deformata Holloway, 1984
- Ophyx elliptica Holloway, 1984
- Ophyx eurrhoa  Lower, 1903 (Australia)
- Ophyx excisa (Hulstaert, 1924)
- Ophyx inextrema (Prout, 1926)
- Ophyx loxographa (Bethune-Baker, 1908)
- Ophyx maculosus Holloway, 1979
- Ophyx meeki (Bethune-Baker, 1908)
- Ophyx ochroptera Guenée, 1852 (Australia)
- Ophyx owgarra (Bethune-Baker, 1906)
- Ophyx prereducta Holloway, 1984
- Ophyx pseudoptera (Lower, 1903) (Australia)
- Ophyx reflexa Holloway, 1984
- Ophyx striata (Hampson, 1926)
- Ophyx talesea Holloway, 1984
- Ophyx triangulata Holloway, 1984

## Antiguas especies
- Ophyx pratti (Bethune-Baker, 1906)
- Ophyx trifasciata (Swinhoe, 1905)